# Afroneta annulata
Afroneta annulata là một loài nhện trong họ Linyphiidae.
Loài này thuộc chi Afroneta. Afroneta annulata được Merrett miêu tả năm 2004.